# Shichuan, Chongqing
Shichuan (kinesiska: 石船) är en köping i sydvästra Kina. Den ligger i stadsdistriktet Yubei i storstadsområdet Chongqing,  omkring 33 kilometer nordost om det centrala stadsdistriktet Yuzhong. Antalet invånare är 39 645. Befolkningen består av 19 421 kvinnor och 20 224 män. Barn under 15 år utgör 15,0 %, vuxna 15-64 år 65 %, och äldre över 65 år 19,0 %.